# 嵇姓
嵇姓，是中国的一个姓氏。在《百家姓》中排第194位。

## 起源
嵇姓的起源有两个：一是出自稽氏 ，稽氏的后代嵇山定居，遂改為"嵇"氏；二是由鮮卑族複姓統嵇改得。

## 郡望
- 河南郡：秦时为三川郡，西汉更名河南郡，东汉既都洛阳，为提高河南郡的地位，其长吏不称太守而称尹。
- 谯郡：治所在今安徽省、河南省之间的地区。嵇氏望族居于谯郡，就是现在的安徽省毫县一带。

## 堂号
庆余堂
竹林堂

## 延伸阅读
[在维基数据编辑]
 《百家姓》
 《欽定古今圖書集成·明倫彙編·氏族典·嵇姓部》，出自陈梦雷《古今圖書集成》